# (52390) 1993 QS4
Az (52390) 1993 QS4 a Naprendszer kisbolygóövében található aszteroida. Eric Walter Elst fedezte fel 1993. augusztus 18-án.